# 2005年中国国民党主席选举
2005年中國國民黨主席選舉於2005年7月16日舉行，由中國國民黨全體依規定擁有黨權的黨員投票，並在臺灣計票，選出新任黨主席；這是國民黨創立110餘年來，首次有競爭的、民主的黨主席選舉；中國國民黨第17屆黨代表選舉也在當天同時舉行。
兩位候選人分別是國民黨副主席、立法院院長王金平與國民黨副主席、臺北市市長馬英九。這樣的競爭卻沒有引起投票率的升高，反倒創下了史上新低，直至十年後的2016年補選才被打破，但仍是換屆選舉中之最低。馬英九亦在該屆選舉中以七成二的選票當選，亦曾是最低紀錄，直至2016年補選才被洪秀柱的五成六所打破。
中國國民黨於選舉日當晚召開記者會，宣佈馬英九當選；王金平也在第一時間致電馬英九祝賀，中国共产党中央委員會總書記胡锦涛也於2005年7月17日發電恭賀。

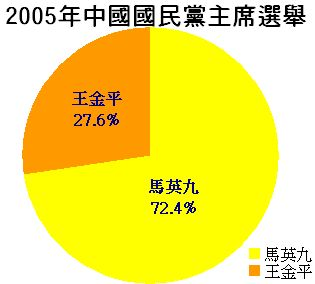
中國國民黨主席選舉，馬英九獲得七成二的得票率

## 政治環境與候選人背景
2000年中華民國總統大選中，泛國民黨勢力雖然得票六成，但最終因為分裂而敗選。由於選舉失利，許多國民黨支持者對身兼國民黨主席的李登輝感到憤怒，認為李登輝造成國民黨的分裂，並且暗中支持競選對手陳水扁。在台灣執政五十五年的國民黨在沒有任何心理準備的情況下首次成為在野黨。2000年3月20日，李登輝被迫辭去國民黨主席職務，黨主席由副主席連戰接任黨主席，后于2001年3月24日國民黨主席首度由黨員直選中以97%的得票率高票當選。
連戰接任黨主席之後，面對支持者的期待，除了改革國民黨外（黨员重新登记與黨主席直選等），就是在下一次總統選舉時擊敗來自民主進步黨的強勁對手陳水扁。然而在2004年中華民國總統選舉，泛藍（國民黨與親民黨）合作的連戰宋楚瑜搭檔再敗於民進黨的陳水扁。對於連敗兩屆總統選舉的連戰與宋楚瑜來說，世代交替的呼聲越來越高，泛藍支持者也將奪回執政權的希望交給了下一屆的國民黨主席。
2004年中華民國立法委員選舉，泛藍奪得一百一十六席的安定多數，連戰亦表示意願為世代交替，在翌年的國共和解之旅．在眾多要求留任聲中宣佈不連任。故是次中國國民黨主席選舉，選舉的新主席，象徵著他是泛藍的新共主，帶領泛藍挑戰2008年中華民國總統大選。
縱貫中國國民黨一百一十年黨史，基層黨員首次有權選擇黨的領導人。1 這次黨主席選舉，被視為中國國民黨能否確實推動改革的指標之一。

### 馬英九
台北市市長與中國國民黨副主席。1981年從哈佛大學取得法學博士學位之後，回台灣擔任蔣經國的英文翻譯。至1984年起陸續出任國民黨中央委員會副秘書長、行政院研考會主委，後升任陸委會特任首席副主委兼發言人。1993年出任法務部長，在法務部長任內奠定打擊犯罪與反黑金的形象。因為掃黑過大，在強大壓力下被調為政務委員。在1997年，宣佈辭職與棄選台北市長。在馬父馬鶴凌的力勸下，1998年代表國民黨參選台北市市長，擊敗擁有高支持度的陳水扁市長。大約於此時開始，被視為國民黨政治明星，在2000年總統選舉後，被視為國民黨的接班人。
馬英九的家世與留美的背景，加上早年受到蔣經國提拔，讓許多泛國民黨的支持者對他擁有好感。馬英九健康清新的形象，也常見於電視媒體。1998年馬擊敗陳水扁當選臺北市長，馬被視為政治支持度不斷下滑的國民黨的希望。1997年起，馬當選國民黨中央常務委員。
馬英九是外省菁英的代表，知識分子，國民黨的新世代。但是其行事審慎，力求完美的風格，被喻為有政治潔癖。如此清新亮麗的形象，深受泛藍支持者的喜愛，受到部分中間選民的青睞。
2005年2月，馬英九於連戰赴歐時宣布參選國民黨主席。後來父親馬鶴凌曾一度在媒體上公然反對馬英九參選。

### 王金平
時任立法院院長與中國國民黨副主席。王金平畢業於師範大學數學系，早年在家中的食品工廠任職，從事進出口貿易的相關業務。1975年，時任高雄縣工業會理事長的王金平被國民黨相中，提名第二屆增額立委選舉並且高票當選。而後王金平屢次連任立法委員，1993年，王金平獲國民黨提名當選立法院副院長，1999年當選立法院長。2002年．由於陳水扁高喊所屬國安聯盟，為了拉攏王金平支持泛綠的副院長候選人，演變成立法院跨黨派支持王金平，結果王金平在立法院長選舉中，得到史上最多票數當選。在2004年立委選舉中，由區域立委改為由黨中央提名不分區立委。並在2005年順利連任立法院長。
王金平出身台灣南部地方民代，早年政治勢力是屬於高雄政治派系的白派。商人出身的王金平，擅人際手腕。擔任立委三十餘年，在立法院相當資深，就任立法院長後，調和鼎鼐，了解如何利益分配，廣結善緣，與國民黨內各派系以及大老關係良好。相較於馬英九的一絲不苟，王金平身段低，政治手腕、協調能力與人脈經營極佳，剛好是馬極端的對比。
在馬英九宣布參選黨主席之時，王金平仍然維持尊連的態度，表示希望連戰參選連任繼續領導國民黨。但連戰一而再，再而三宣佈不續任黨主席之時，王金平才宣佈參選。

## 議題

### 兩岸關係
王馬均表示會延續连战在主席任内所制定的大陆政策，反對制定新憲法、台灣正名運動，在九二共識的基礎上與對岸謀求和平與合作，儘速恢復兩岸協商，推動直航。馬英九更進一步提出，主張簽署五十年和平協議與經濟合作協議，但不接受一國兩制。
在國家統獨議題上，王馬兩人不約而同強調反對台灣獨立。王過去曾表示台灣獨立是台灣未來的選項之一，馬英九也把過去台灣人的前途應由台灣人決定的態度，轉變為堅持反對台獨。在選前，兩人的宣示反台獨被認為是要與「李登輝路線」劃清界線。

### 省籍與族群
王金平被認為是國民黨本土派的代表，這在國民黨的黨員結構中是被認為較為不利的。國民黨的外省籍黨員被視為相當死忠的支持外省籍的馬英九。為了吸納外省選票，王金平頻頻邀請泛藍重量級外省人士站台背書表達支持。包括邀請前行政院長李煥、前組工會主任宋時選、多位蔣經國總統時代的外省籍重量級人士、多位國軍退役將領為其公開背書助選。王並多次強調，奉行勤走基層、傾聽民意的「經國先生的本土路線」。
相對於王金平的本土身分代表，反對馬英九的人士表示，若馬英九當選國民黨主席，更可能被台灣社會認為國民黨遠離本土路線。若王金平擔任國民黨主席，能更容易的反駁國民黨非台灣本土政黨的說法。

### 世代交替
相較於民主進步黨年輕、改革的政黨形象，重視黨內輩分與倫理的中國國民黨被譏諷為老人政治，世代交替的呼聲從2000年總統選舉敗選以來從黨內基層發起。與連戰、宋楚瑜、王金平相比，馬英九年輕與健康的形象更能吸引年輕人的支持。馬英九的政見包括成立國民黨青年團，並將聘請一位40歲以下的擔任副主席。社會輿論普遍認為，馬英九若能接任國民黨主席，代表國民黨加速世代交替。
在2005年2-3月，國民黨內逐漸出現勸進連戰續任黨主席的聲音，甚至要求修改黨章，延長黨主席的任期。面對部分國民黨內中高層的勸進，連戰低調不予回應。王金平則是維持尊連的立場，表達連選我不選的立場；馬英九則是表達參選後絕不退選，馬英九被對手批為「逼宮」，不尊重連戰。馬英九則表示自己一貫尊連的立場，若自己選上黨主席，則聘請連戰擔任國民黨的榮譽黨主席。

### 黑金與派系
國民黨在李登輝主政時代，黑金是政治對手最主要的攻擊議題之一，國民黨在野多年，始終無法擺脫泛綠的攻擊。特別是部分擁有司法案件紀錄與地方勢力龐大但社會形象不佳的民意代表，在近年來的選舉依然為國民黨所提名。馬英九的反黑金政策被視為國民黨掃除黑金的希望，但此政策也被對手指為馬英九暗批連戰掃除黑金不利，是對連戰黨主席的攻擊。

### 國民黨黨產處理
國民黨黨產問題被認為是國民黨多年來的包袱，國民黨於二次大戰結束接收日治時代政府與國營事業財產，屢次在台灣過去的選舉中被政治對手攻擊。
王馬都表示會妥善處理國民黨黨產問題，馬英九強調將循法律途徑處分黨產，黨產處分的所得優先安置離退黨工，並檢討中央黨部大樓的使用，王金平則表示會保障黨工的權益和生活。
除了被政敵以黨產不當取得為選舉議題，不斷炒作之外，另一個問題就是解決國民黨的財務危機。在2000年總統敗選後，國民黨失去龐大行政資源，財務吃緊，已經發生了延遲發放黨工薪水的狀況。為了籌綽資金以維持黨務運作以及龐大的選舉花費，王金平交友廣闊與金融界關係良好，被認為更有資格擔任黨主席。

### 釣魚台主權爭議與護漁
台灣漁船在釣魚台附近漁場作業時，遭到日本政府扣留。為了表示力挺漁民的決心，並且宣示釣魚台主權，王金平以立法院院長的身分隨軍艦前往釣魚臺列嶼附近海域，並宣示釣魚台主權。但也有人認為派軍艦至爭端海域護漁，並不是解決台日漁權爭議的方法。
馬英九則抨擊政府對於釣魚台主權爭議太過軟弱。

## 選舉期間

### 黨主席延選案
在7月16日舉辦的國民黨主席選舉，原定5月舉行。在3月時，因避免影響國民黨參予5月的任務型國大選舉以及12月的縣市長選舉而被建議延後，不過外界普遍認為這是國民黨黨內希望連戰續任黨主席而做出的決定，雖然這項說法遭到國民黨否認。黨主席延後選舉受到王金平的贊成，不過馬英九卻以不希望因人設事為理由對黨主席延後選舉表示難以認同。馬英九的競選團隊表示，依照國民黨黨章規定，黨員必須要入黨4個月才具有投票權，延到7月選舉，時間剛好4個月。
國民黨主席的選制在此次選舉前，一再被要求修改，這些修改被認為有可能影響選情，也多少傷害了國民黨的黨內民主形象。

### 各界表態
7月15日，選前最後一夜，王馬皆在台北舉行了造勢晚會。王金平的造勢現場並請來了國民黨、親民黨、新黨、無黨團結聯盟前後任黨籍立委共60多人營造泛藍大團結的氣氛。現場並邀請到神秘嘉賓──李敖登台助勢，會場上播放親民黨主席宋楚瑜祝福王金平的影片。王金平強調擔任國民黨主席，必須如海納百川、不論清濁，親民黨秘書長與新黨秘書長等重量級人士率領黨籍立委為王金平站台，表達親新兩黨的支持立場。

### 連戰亮票事件
國民黨主席連戰投票時，在圈選區內窗簾一隅，遭三立新聞台拍攝到，其圈選印章是蓋在王金平的位置。隨後在選票放入投票箱時，其餘各家媒體也都拍到，在選票透出紅色的地方，是在王金平的圈選欄位，形成亮票。
連戰於投完票後，隨即出國。在機場時，媒體記者問到，對選票被拍到投給王金平一事有何看法？連戰显得相當驚愕，說不要嚇唬我，試圖予以否認。

### 賄選指控
競選過程中，馬英九團隊主打「反黑金」訴求。幕僚一再攻擊王金平「搞人頭黨員」、「賄選」。王金平於選前兩天，在高雄鳳山的造勢晚會中，向媒體坦白，對馬英九非常不滿。馬英九團隊的發言人吳育昇指控王金平的支持者張輝元，在公開場合中說「馬英九是畜生」。
投票當天，挺馬立委陳杰向媒體檢舉，彰化南郭國小有支持特定候選人的黨員，可持藍色手環認證。投票完後可至附近箱型車領一千元現金。隨後記者前往採訪時遭人圍毆。原本說要將藍色手環提交黨中央控告的立委陳杰，在選舉當天晚上，又忽然說不告了，藍色手環也弄丟了。王金平陣營認為這是栽贓的手段。

## 選舉結果
| 候選人         | 總得票數  | 得票率    |
| -------------- | --------- | --------- |
| 馬英九（當選） | 375,056   | 72.36%    |
| 王金平         | 143,268   | 27.64%    |
| 具投票權黨員數 | 1,045,467 | 1,045,467 |
| 投票總人數     | 524,487   | 524,487   |
| 投票率         | 50.17%    | 50.17%    |
| 有效票         | 518,324   | 518,324   |
| 廢票           | 6,163     | 6,163     |

### 得票分析
馬英九在各地與海外黨員票均獲得壓倒性的勝利，臺灣北部的基隆市、臺北縣市、桃園縣，馬英九一共領先王金平九萬多票，獲得八成以上的支持。而在台灣中部地區，馬英九也獲得約七成的選票，曾發生回復黨籍爭議的雲林縣，馬英九仍領先約五千票。南部各縣市王馬差距較小，但仍是馬英九領先，王金平僅在高雄縣部分鄉鎮（王金平任立法委員時，長年經營的地區）領先馬英九，但在北高雄縣的票倉，也是大量外省軍眷的居住地-岡山鎮，馬英九也是大幅領先王金平。

### 後續影響
馬英九的當選，被認為是連戰與宋楚瑜在泛藍的政治地位的結束。身為國民黨近年來最年輕的黨主席，馬英九穿著背心慢跑的年輕改革形象，可望改善國民黨積弊難改的社會印象，馬英九的勝利，被解讀為泛藍支持者極欲改革國民黨，期待馬英九替國民黨，乃至於整個泛藍帶來新氣象。
王金平展現高超政治手腕，不論議題設定、文宣攻防、組織動員等，都有搶眼表現，從「金平之友會」在各地相繼成立，營造勝選氣勢。在選舉後期，王金平競選團隊完全主導議題，馬英九提出的改革政策被反批為攻擊連戰。台日漁權爭議，馬英九批評日本政府的立場，在王金平拉高層次以國會領袖的身分出海護漁後，馬只好轉而批陳水扁對日軟弱，並表示贊同王金平的作法。
王在選前成功營造了整合泛藍的在野共主形象。有人認為，這次選舉不能只看表面的輸贏，選舉期間王金平實力的展現，對照馬英九在選舉期間得罪了不少人，王金平這一戰是選的相當漂亮，雖敗猶榮。馬英九就任國民黨主席之後，必須與王金平合作，才能順利的施行黨政。

### 候選人及各界反應
7月16日19:00左右，選票開出方六成時，王金平即已致電馬英九，祝賀馬英九當選。選票開出約七成時，王金平於重慶南路官邸接受中視專訪，承認敗選。在主播沈春華三度詢問他是否願意出任馬英九主席的首席副主席時，王金平三度回答：「我願意追隨連戰做國民黨的永遠義工。」當晚19:25，王金平抵達競選總部，並於19:30發表正式敗選聲明。王金平談到沒能順利勝舉是因「起步太晚」、「努力不夠」。支持王金平的親民黨在主席宋楚瑜的指示下，派出秘書長秦金生與發言人謝公秉赴王金平競選總部致意，表達「友誼長存，情義永在。」王金平與秦金生等人會合後，一起乘車離去，王金平並趕赴南部老家，這時亦前來拜會的馬英九雖已趕至王金平座車旁，但王金平未下車，故沒能會晤。
馬英九於7月16日晚間的記者會上表示，接任主席後，將邀請王金平擔任國民黨第一副主席，落實他在競選中提出的「王馬共治」政見，他說，「王馬同心，其利斷金」；馬英九也將請副主席吳伯雄、林澄枝與江丙坤留任，以繼續指導國民黨，同時，國民黨將增設一名青年副主席。馬英九表示，他也將拜會親民黨主席宋楚瑜和新黨主席郁慕明，共商藍軍整合大計。親民黨當晚沒有派人向馬英九道賀，發言人謝公秉解釋說，馬英九是當選人，親民黨不需要錦上添花。
7月16日當晚，陳水扁亦迅疾透過總統府公共事務室向馬英九當選表達「誠摯恭賀之意」，同時也希望馬英九能與他共同推動朝野和解。民主進步黨主席蘇貞昌於18:45向馬英九致電表達恭賀之意。行政院院長謝長廷也於19:15左右向馬英九致電恭賀，總統府秘書長游錫堃也代表總統致電；府、院方面均亦向王金平致電表達慰問之意。19:45左右，親民黨副主席張昭雄致電祝賀。
7月17日，新華社發表了中国共产党中央委员会总书记胡锦涛當天致马英九的賀電，電文抬頭是「台北中國國民黨中央委員會馬英九先生」，署名是「中國共產黨中央委員會總書記胡錦濤」，賀電向馬英九當選「謹致祝賀」之意，並表達「由衷期望」兩黨與兩岸「繼續為推動兩岸關係和平穩定發展、共創中華民族美好未來而努力。」当日下午，马英九致电胡锦涛，感谢胡锦涛对他当选中国国民党主席的祝贺，并表示“依循今年四月二十九日连胡会五点共同愿景，推动两党交流，促进两岸之和平、繁荣与发展，共同为谋求两岸同胞之福祉而努力”。

## 註解
^  注解1： 中國國民黨首次黨主席直選於2001年3月24日舉行，由連戰一人同額競選。

## 外部連結
- 中國國民黨網站（页面存档备份，存于）